# Dixie Records (Tennessee)
Dixie Records war ein US-amerikanisches Plattenlabel. Dixie war ein Sublabel der Starday Records und wurde vor allem für Country- und Rockabilly-Aufnahmen verwandt. Das Label hatte Niederlassungen in Madison, Tennessee und Chicago, Illinois.

## Geschichte

### Dixie EPs
Stardays Besitzer Don Pierce und Pappy Daily führten das Label Dixie Records Anfang 1956 ein. Zunächst war das Label speziell auf Extended Plays ausgelegt. Musiker, die bei Starday unter Vertrag standen, coverten aktuelle Country-Hits (sogenannte Soundalikes), welche dann auf den EPs des Dixie-Labels veröffentlicht wurden. Die Platten wurden dann über die Stewart Sales Company aus Chicago im Mail-Order-System vertrieben und unter anderem auch über Radiosender im texanisch-mexikanischen Grenzgebiet verkauft. Die gleiche Vorgehensweise wandten bereits seit Anfang der 1950er-Jahre Produzent Carl Burckhardt in Cincinnati und Tops Records in Los Angeles an.
Bis ca. 1959 erschienen so mindestens 39 EPs. Zu den Musikern, die für Dixie Soundalikes aufnahmen, gehören namhafte Künstler wie George Jones, Jimmie Skinner, Roger Miller, Jimmie Dean, Sleepy LaBeef, Eddie Noack, Leon Payne und viele weitere. In diesen drei Jahren kamen so eine nennenswerte Anzahl an musikalisch interessanten Coverversionen zustande.
| Dixie-EP (Dixie 502) mit „Thumper“ Jones und Leon Payne |

### Starday Package Deal
Seit 1955 produzierte Starday für lokale Musiker ohne Plattenvertrag auch auf Bestellung Schallplatten. Dieses Konzept hatte Don Pierce von Four Star Records in Pasadena mit zu Starday gebracht und dort unter dem Namen Starday Package Deal eingeführt. Die Musiker schickten ihre selbst aufgenommenen Bänder unter Angabe ihres Labenamens und Anzahl der Platten zu Starday. Starday übernahm Herstellung der Platten und schickte sie dem Auftraggeber zurück, der sie in Eigenregie vertreiben konnte. Starday behielt sich im Gegenzug das Recht vor, Songmaterial nach Belieben auch auf dem Hauptlabel zu veröffentlichen.
Gab ein Künstler keinen Labelnamen an, wurden die Aufnahmen automatisch unter dem Labelnamen Starday veröffentlicht, ab 1958 nutzte man dann Dixie für diese Art der Veröffentlichungen. Package-Deal-Veröffentlichungen wurden in einem gesonderten Labelkatalog geführt, der 1955 bei der Nummer 500 begann und Ende der 1960er-Jahre bei über 1100 auslief. Was 1955 als ein kleines Nebengeschäft begann, wurde im Laufe der Jahre durch den Siegeszug des Rock ’n’ Roll und den Erfolg der 45upm-Platte zu einer wichtigen Einnahmequelle.

### Nachwirkung
In den 1970er-Jahren wurden insgesamt sieben LPs mit den seltensten Rockabilly-Aufnahmen der Dixie Records herausgegeben. Aufgrund der niedrigen Auflagen gelten Platten dieses Labels als äußerst wertvoll und erreichen unter Sammlern einen hohen Preis.

## Diskografie

### Dixie 2000
Im Gegensatz zu den anderen (nachfolgenden) Dixie-Serien war die 2000-Serie auf den kommerziellen Markt abgestimmt und wurde für Rock&Roll sowie regionale Erscheinungen genutzt.
| Katalognummer | Jahr | Künstler                   | Titel                                            |
| ------------- | ---- | -------------------------- | ------------------------------------------------ |
| 2001          | 1958 | Benny Joy                  | Steady with Betty Spin The Bottle                |
| 2002          | 1958 | Doug Bragg                 | Red Rover Lovin' On My Mind                      |
| 2003          | 1958 | Gene Watson                | I’ll Always Love You Life’s Valley               |
| 2004          | 1958 | Doug Bragg                 | Pretty Little Thing Jerry                        |
| 2005          | 1958 | Jimmie Lee                 | Three Little Wishes Teen Age Love Song           |
| 2006          | 1958 | Pat and Dee                | Gee Whiz Don’t Tease Me                          |
| 2007          | 1958 | Orville Couch              | Easy Does It Let It Happen                       |
| 2008          | 1958 | Derrell Felts              | Playmates The Weepers                            |
| 2009          | 1958 | Ken Hammock                | Blue Guitar Jump Angel in Prison                 |
| 2010          | 1958 | Bill Carroll               | Feel So Good In My Heart                         |
| 2011          | 1958 | Eddie Skelton              | Keep It Swinging Without You                     |
| 2012          | 1958 | Dee Johnson                | Just Look, Don’t Touch One More Chance           |
| 2013          |      |                            |                                                  |
| 2014          | 1958 | Bill Goodwin               | Your Lying Ways Will You Still Love Me           |
| 2015          | 1959 | Eddie Skelton              | Love You Too Much Rebels Retreat [Instr.]        |
| 2016          | 1959 | Mel Price                  | Little Dog Blues Until                           |
| 2017          | 1959 | Cathy Kelley               | Blues Hanging Round Every Now And Then           |
| 2018          | 1959 | Groove Joe Poovey [!]      | Ten Long Fingers Thrill Of Love                  |
| 2019          | 1959 | Art Ontario                | It Must Be Me Last Goodbye                       |
| 2020          | 1959 | Alden Holloway             | Blast Off Swinging The Rock [Instr.]             |
| 2021          | 1959 | Hughey Bunch               | South Wind Cry Tomorrow                          |
| 2022          | 1959 | Dee Johnson                | Back To School I’m Your Guy                      |
| 2023          | 1959 | James Gallagher            | Crazy Legs Steady Flame                          |
| 2024          | 1959 | Larry Streeter             | It’s All Over Now Old Love Letters               |
| 2025          | 1959 | Eddie Skelton              | Curly Feelin’ Blue                               |
| 2026          | 1959 | Bobby Mack                 | Who Put The Blues In Your Heart Indian Love Call |
| 2027          | 1959 | Eddie Dee and the Sputniks | Back To The Hills Journey To The Moon            |

### Mail-Serie
Die Mail-Order-Serie war zu einem großen Teil für den Versand eingerichtet und wurde von Starday für das Versandhaus Stewart Sales Company aus Chicago vertrieben. Diese Serie enthielt EPs mit Soundalike-Aufnahmen. Diskografie ist nicht vollständig.
| Katalognummer                                                        | Jahr | Künstler                                                                                | Titel |
| -------------------------------------------------------------------- | ---- | --------------------------------------------------------------------------------------- | --- |
| DEP-307 Twist Hit Parade                                             |      | „All Star Artists“                                                                      | Good Good Lovin' What I'd Say Ya Ya Walk With Mr. Lee Let’s Go Let’s Go Let’s Go Intermission Twist                                                |
| DEP-308 Twist Hit Parade                                             |      | unbekannt                                                                               | The Twist Whole Lotta Shakin' Goin' On Guitar Twist Twistin' In The USA Searchin' Jam Up Twist                                                     |
| 501                                                                  |      |                                                                                         | |
| 502                                                                  | 1956 | Thumper Jones George Jones Leon Payne Thumper Jones George Jones                        | Blue Suede Shoes I’ve Got Five Dollar Run Boys Heartbreak Hotel Folsom Prison Blues Seasons of my Heart                                            |
| 503                                                                  | 1956 | Leon Payne George Jones Leon Payne Benny Barnes                                         | So Doggone Lonesome What I Am Worth Cause I Love You Yes, I Know Why If You Do Dear These Hands                                                    |
| 504                                                                  | 1956 |                                                                                         | |
| 505                                                                  | 1956 |                                                                                         | |
| 506                                                                  | 1956 |                                                                                         | |
| 507                                                                  | 1956 | unbekannt                                                                               | Searching Sweet Dreams I Walk The Line I Take The Chance Any Old Time Conscience, I’m Guilty                                                       |
| 508                                                                  | 1956 | George Jones unbekannt George Jones Leon Payne unbekannt                                | You Gotta Be My Baby I Want You, I Need You, I Love You 20 Feet of Muddy Water I’m Ragged But I’m Right Doorstep To Heaven For Rent                |
| 509                                                                  | 1956 | unbekannt Leon Payne unbekannt                                                          | Yes I Know Why You Are The One My Baby Left Me1 Blackboard of My Heart Crazy Arms Uncle Pen                                                        |
| 510                                                                  |      |                                                                                         | |
| 511                                                                  |      |                                                                                         | |
| 512                                                                  |      |                                                                                         | |
| 513                                                                  |      | unbekannt                                                                               | unbekannt unbekannt I’ve Got a New Heartache I’m Really Glad Yoz Hurt Me It Makes No Difference Now                                                |
| 514                                                                  |      |                                                                                         | |
| 515                                                                  |      |                                                                                         | |
| 516                                                                  |      | unbekannt unbekannt Benny Barnes unbekannt                                              | unbekannt unbekannt Poor Man’s Riches I’ve Got a New Heartache Turn Her Down                                                                       |
| 517                                                                  | 1957 | George Jones unbekannt                                                                  | Gonna Come Get You Yearning Before I Met You Singing The Blues Wasted Words I’m A One Woman Man                                                    |
| 518                                                                  | 1957 | unbekannt unbekannt George Jones unbekannt                                              | Stolen Moments There You Go Train of Love Don’t Stop The Music Repenting Go Away With Me                                                           |
| 519                                                                  | 1957 | unbekannt unbekannt George Jones unbekannt                                              | Young Love I’m Tired Am I Losing You Uh, Uh, No The Same Two Lips That’s The Way I Like You Best                                                   |
| 520                                                                  |      | Earl Aycock unbekannt                                                                   | I’m Coming Home unbekannt |
| 521                                                                  |      |                                                                                         | |
| 522                                                                  |      |                                                                                         | |
| 523                                                                  |      |                                                                                         | |
| 524                                                                  |      |                                                                                         | |
| 525                                                                  |      | George Jones Jimmy Blakely unbekannt Dorothy Blakely unbekannt                          | Don’t Do This to Me On My Mind Again My Shoes Keep Walking Back to You I’ll Always Be Your Fraulein Give My Love to Rose My Love Is Real           |
| 526                                                                  | 1958 | unbekannt unbekannt Jimmy Blakely                                                       | Tangled Mind Holiday For Love I Thought I Heard You Call My Name Geisha Girl My Arms Are A House Lovesick Blues                                    |
| 527                                                                  | 1958 | Sleepy LaBeff unbekannt                                                                 | Home of the Blues unbekannt |
| 528 Merry Christmas - Special Gift to Customers of Stewart Sales Co. | 1958 | George Jones                                                                            | Maybe Next Christmas New Baby for Christmas |
| 529                                                                  | 1958 | The Half Brothers Eddie Noack Jimmy Skinner Sleepy LaBeef Hal Harris                    | This Little Girl of Mine Curtain In The Window I Found My Girl In The USA I Wish I Was The Moon You’re So Easy To Love Please Pass The Biscuits    |
| 530                                                                  | 1958 | Sleepy LaBeff [!] George Jones Dee Mullins Pat and Dee Patsy Timmons Wes Holly          | Ballad of a Teenage Queen Eskimo Pie Oh Oh, I’m Falling In Love Again One Week Later She’s No Angel Truly I Love You                               |
| 531                                                                  | 1958 |                                                                                         | |
| 532                                                                  | 1958 | Eddie Noack Patsy Timmons unbekannt                                                     | Oh Lonesome Me Stairway of Love I Can’t Stop Loving You unbekannt                                                                                  |
| 533                                                                  | 1958 | Sleepy LaBeff [!] Johnny Mathis George Jones Jimmy Dean George Jones                    | Guess Things Happen That Way Crying Over You It’s A Little More Like Heaven Color of the Blues What This World Needs Nothing Can Stop Me           |
| 534                                                                  | 1958 | The Half Brothers Eddie Noack Jimmie Skinner George Jones Sleepy LaBeff [!] Dee Mullins | This Little Girl Of Mine Curtain In The Window I Found My Girl In The USA Eskimo Pie The Ballad of a Teenage Queen Oh Oh I’m Falling In Love Again |
| 535                                                                  |      | Sleepy LaBeff unbekannt                                                                 | The Ways of a Woman in Love You’re the Nearest Thing to Heaven unbekannt                                                                           |
| 536                                                                  |      | unbekannt                                                                               | Invitation to the Blues Gonna Give Myself a Party Blue Boy unbekannt                                                                               |
| 537                                                                  |      | unbekannt unbekannt George Jones Lonzo & Oscar unbekannt                                | Alone with You City Lights Devoted to You That’s the Way I Feel Deep Feeling He’s Lost His Love for Me                                             |
| 538                                                                  | 1959 | unbekannt                                                                               | unbekannt unbekannt I Ain’t Never Johnny Reb I Got Stripes                                                                                         |
| 539                                                                  | 1959 | unbekannt                                                                               | Black Land Farmer Tell My Why Who Shot Sam Country Girl Jimmy Brown The Newsboy The Battle of New Orleans                                          |

### P.D. und Regional
Diese Serie des Dixie-Labels enthielt Veröffentlichungen regionaler Natur, die Erfolg versprachen. Teil des Starday-Package-Deals sammt Katalognummern.
| Katalognummer | Jahr | Künstler                        | Titel                                                            |
| ------------- | ---- | ------------------------------- | ---------------------------------------------------------------- |
| 45-624        | 1957 | Tom Crook                       | Weekend Boogie My Heart Don’t Lie                                |
| 45-662        | 1957 | Orangie Ray Hubbard David Lundy | Sweet Love If I Had A Nickle [!] For Everytime Your [!] Untrue   |
| 45-692        | 1958 | J.C. Sawyer Howard Bingham      | Goin’ Steppin’ Baby Love                                         |
| 45-733        | 1958 | Joe Poovey                      | Move Around Careful Baby                                         |
| 45-803        |      | Bill Willis                     |                                                                  |
| 45-814        | 1960 | Tommy Nelson                    | Hobo Bop Honey Moon Blues                                        |
| 45-819        | 1959 | Ray Hudson                      | The Blues Walked Away Mine For One Night                         |
| 45-823        | 1960 | Art Buchanan                    | Queen From Bowling Green Wonder Why                              |
| 45-825        | 1960 | Bill Willis                     | Boogie Woogie All Night Where Is My Baby                         |
| 45-836        | 1960 | Pete Peters                     | Rockin' N' [!] My Sweet Baby’s Arms Dizzy                        |
| 45-838        | 1960 | Eddie Reynolds                  | What Was It I’m Missing You                                      |
| 45-846        | 1960 | Hoyt & Jo Webb                  | Don’t Wake Me, I’m Dreaming Richer Than A Millinaire             |
| 45-847        | 1960 | John Hess                       | Two-Timing Fool Ballad of Love                                   |
| 45-867        | 1960 | Dottie Swan                     | Blue News You Blotted My Happy Schooldays                        |
| 45-873        | 1960 | The Williams Brothers           | Ali-Baba Watcha Gonna Do Now                                     |
| 45-880        | 1960 | Renaud Veluzat                  | Race Track Boogie Purty Lit'l                                    |
| 45-886        | 1960 | Connie Dycus                    | I Could Shoot Myself Lying All The Time                          |
| 45-887        | 1960 | Mel Price                       | Jailed I’m In Love With A Geisha Girl                            |
| 45-888        | 1960 | Charlotte Harden                | Can’t Get Enough (of Loving You Baby) I Hate Me (For Loving You) |
| 45-890        | 1961 | Gentry Brothers                 | Swooney Swanky                                                   |
| 45-891        | 1960 | Eddy Reynolds                   | Teen Lover Please Mr. Moon                                       |
| 45-892        | 1960 | Winston Shelton                 | When Sunday Comes Again Mom Knows What’s Best                    |
| 45-907        | 1961 | Junior Garner                   | Blind Date Mr. Satellite                                         |
| 45-908        | 1961 | Howard Mayberry                 | This Just Can’t Be Puppy Love Proof of Love                      |
| 910 [!]       | 1961 | Charlotte Harden                | Loving You Baby That’s All Right With Me                         |
| 45-914        | 1961 | Eddie Reynolds                  | Wrangler Cowboy Hall of Fame                                     |
| 45-919        | 1961 | Tommy Nelson                    | Dangnling on a String Like Let’s Get Out                         |
| 45-922        | 1961 | Junior Garner                   | If You Want It (My Love) Vacation Love                           |
| 45-952        | 1962 | Fred Williams                   | City of Love Where The Sun Is Always Shining                     |
| 45-972        | 1962 | J. R. White                     | Rock-N-Roll Twist Little Lonely Heart                            |
| 45-1000       | 1962 | Howard and the Darts            | Oh My Love Lighting                                              |
| 45-1002       | 1963 | Art Buchanan                    | Hi Yo Silver I Can’t Help It                                     |
| 45-1011       | 1963 | Watson Mishoe                   | She Told A Lie Why Do You Keep Teasing                           |
| 45-1037       | 1963 | Watson Mishoe                   | Slipping Crazy For Loving You                                    |
| 45-1043       | 1963 | Ray Hudson                      | Jackhammer Here I Am - Drunk Again                               |
| 45-1056       | 1963 | Frank Zolton                    | Cats [!] Eyes You’re Gone                                        |
| 45-1070       | 1964 | Bob Jones                       | I Want Cha Baby There Goes The Bride                             |
| 45-1113       | 1965 | Avon Don                        | Hey-Hey-Hey Strange Man                                          |
| 45-1147       | 1966 | Don Waynick                     | Telephone Boogie There Shoe Goes                                 |
| 45-2519       |      | Floyd McDaniel                  | I Like To Go I Thought You Were The One                          |

1 Diese Version von My Baby Left Me ist umstritten; wahrscheinlicher als Interpret ist Leon Payne.